# Housay
Housay, connue également sous le nom de West Isle, est une île des Shetland faisant partie des Skerries extérieures, dont elle est l'une des trois iles les plus importantes. Sa population compte environ 45 habitants.